# Michael Fincke
Edward Michael "Mike" Fincke (Pittsburgh, 14 de março de 1967) é um astronauta norte-americano veterano de três missões a bordo da Estação Espacial Internacional, exercendo as funções de cientista e engenheiro de voo da Expedição 9 e de comandante da Expedição 18, além de integrar a tripulação do último voo do ônibus espacial Endeavour, na missão STS-134, onde se tornou o astronauta americano com mais dias no espaço até ter seu recorde superado por Scott Kelly.

## Carreira
Fincke formou-se pelo Instituto de Tecnologia de Massachusset em 1989, nas cadeiras de Aeronáutica e Astronáutica, com bacharelado em ciências planetárias e atmosféricas na Universidade de Stanford, e entrou para um programa de intercâmbio de verão no Instituto de Aviação de Moscou na ex-URSS, onde estudou cosmonáutica e se tornou fluente em russo.
Em 1990 entrou para a força aérea dos Estados Unidos como engenheiro de testes de jatos e voou em diversos aviões de combate como F-15 e F-16, servindo também no Japão como oficial de ligação entre as duas forças aéreas e se tornando fluente em japonês.
Em 1996, Fincke foi escolhido para o corpo de astronautas da NASA. Após o treinamento base de dois anos, foi indicado para as funções de oficial de comunicações da ISS  e membro da equipe de apoio de treinamento das tripulações, baseado na Rússia. Em 1999, foi astronauta reserva de duas expedições realizadas à ISS, sendo qualificado para voar como engenheiro de voo e co-piloto na nave russa Soyuz.
Em 18 de abril de 2004, Fincke subiu ao espaço, lançado da base de Baikonur, no Cazaquistão, como tripulante da nave Soyuz TMA-4 e membro da Expedição 9, que passou seis meses na ISS. Durante a missão, a tripulação, completada com os cosmonautas Gennady Padalka da Rússia e André Kuipers, da Holanda, continuou com as operações científicas no vácuo, manteve os sistemas vitais da estação e fez quatro passeios no espaço.
Ele passou 187 dias e 21 horas em órbita, sendo 15 delas em atividades extraveiculares. Foi homenageado com uma participação especial no último episódio da série de televisão Star Trek: Enterprise.
Em 12 de outubro de 2008, Fincke voltou ao espaço na missão Soyuz TMA-13, como comandante da Expedição 18 da ISS, onde permaneceu por seis meses, como comandante da missão, junto ao russo Yuri Lonchakov. Retornou à Terra em 8 de abril de 2009 junto com Lonchakov e o turista espacial Charles Simonyi, pousando no Cazaquistão.
Sua terceira missão foi a bordo da Endeavour STS-134, a última missão ao espaço da espaçonave, lançada em 16 de maio de 2011, e cujo principal objetivo foi a colocação em órbita do Espectômetro Magnético Alpha. Após o encerramento dos 16 dias da missão, Fincke voltou à Terra em 1 de junho, pousando em Cabo Canaveral com a tripulação da Endeavour, o último pouso do ônibus espacial.
Além do idioma russo, Fincke fala japonês fluentemente. No âmbito de sua família, ele é o mais velho de nove irmãos.